# Martial Bourdin
Martial Bourdin foi um anarquista ilegalista nascido na França que, em 5 de Fevereiro de 1894 morreu após os explosivos químicos que carregava com a intenção de destruir o Observatório Real no Parque de Greenwich, detonarem prematuramente na parte exterior da edificação.
Apesar de estar em estado grave devido aos ferimentos causados pela explosão, ele permaneceu vivo. No entanto, se recusou a revelar seu nome, seu alvo específico, ou suas motivações. Foi levado ao hospital mais próximo (Seamen), onde morreu trinta minutos depois.
Mais tarde os investigadores de polícia descobriram que Bourdin havia deixado seu quarto na rua Fitzroy em Londres e viajado de trem de Westminster ao Parque de Greenwich. A polícia especulava que "com diversas dúvidas e incertezas que algum acidente no caminho" fez com que a bomba explodisse na mão de Bourdin. Pelo fato dele ter sido achado com uma grande quantia de dinheiro, os ivestigadores também especulavam que ele planejava partir para a França imediatamente após o atentado.
O atentado de Bourdin seria mais tarde utilizado pela polícia como alibi para invadir o Club Autonomie em Londres, um clube popular frequentado por anarquistas estrangeiros, incluindo Bourdin, e prender muitos dos presentes que não possuiam qualquer envolvimento na ação.

## Legado
Posteriormente a estranha morte de Bourdin, e o mistério em torno de seu atentado malfadado serviriam de inspiração para o romance L'Agent Secret lançado em 1907 pelo escritor Joseph Conrad.